# جاوید اسماعیل
جواد اسماعیل (انگلیسی: Javid Ismayil؛ زادهٔ ۱ ژوئن ۱۹۷۲) دانشمند در زمینه اقتصاد اهل اتحاد جماهیر شوروی سوسیالیستی و جمهوری آذربایجان است.